# Klasyk (kolarstwo)
Klasyk (wyścig klasyczny, wyścig jednodniowy) – szosowy wyścig kolarski, odbywający się w ciągu jednego dnia (od startu do mety). Niegdyś pojęcie to odnosiło się wyłącznie do pięciu wyścigów: Mediolan-San Remo, Dookoła Flandrii, Paryż-Roubaix, Liège-Bastogne-Liège i Giro di Lombardia (nazywanych również pomnikami kolarstwa lub monumentami kolarstwa), od lat 90. XX wieku niemal każdy jednodniowy wyścig na świecie określa się mianem klasycznego. Dlatego w celu odróżnienia pięciu pomników kolarstwa od reszty wyścigów jednodniowych, wszystkie pozostałe wyścigi jednodniowe nazywane są półklasykami.
Długości tras poszczególnych wyścigów tego typu mogły się znacznie różnić. We współczesnym kolarstwie zawodowym wahają się one od 250 km do 300 km, lecz w przeszłości zdarzały się wyścigi liczące 400 km długości.
Najważniejsze wyścigi klasyczne odbywają się w dwóch okresach: w marcu i kwietniu rozgrywane są tzw. „wiosenne klasyki” na terenie Belgii i północnej Francji. Trasy tych wyścigów często prowadzą po odcinkach o złej nawierzchni, brukowanych, charakteryzują się stromymi i krótkimi podjazdami oraz częstymi zmianami pogody. Drugim okresem klasyków jest późne lato i jesień (do końca października), kiedy to wyścigi jednodniowe przenoszą się na południe Francji i do Włoch.

## Historia
Wyścigi jednodniowe są najstarszą subdyscypliną kolarstwa szosowego, bowiem pierwsze tego typu zawody organizowano już w latach 60. XIX wieku. Najstarsze kolarskie klasyki - w dzisiejszym tego słowa znaczeniu - ukształtowały się w ostatnim dziesięcioleciu XIX wieku, a były to mordercze wyścigi: Paryż-Brest-Paryż (po raz pierwszy w 1891) na trasie o długości 1200 km, Bordeaux-Paryż (600 km, po raz pierwszy 1891) oraz Paryż-Bruksela (400 km, pierwszy raz 1893).

## Pierwsze klasyki

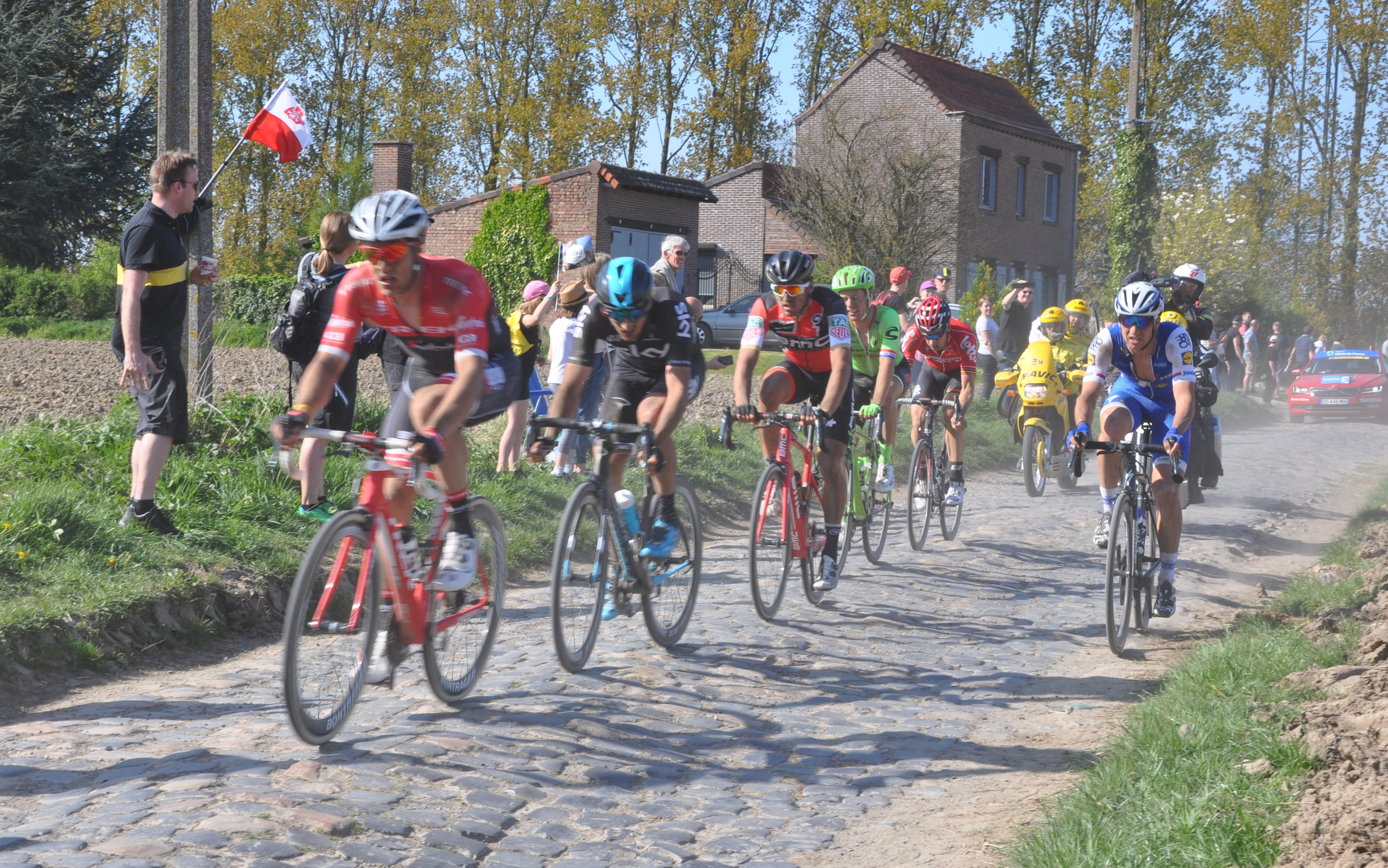
Wyścig Paryż-Roubaix – jeden z najstarszych kolarskich klasyków.

Właściwie miano klasyków powinno nadawać się tylko najbardziej prestiżowym wyścigom jednodniowym. Mimo że pojęcie to nie jest oficjalnie zatwierdzone, ani zdefiniowane, można wyróżnić dwa czynniki, które dają wyścigowi miano „klasyku”: po pierwsze – od kiedy jest rozgrywany (im dłużej tym wyższy prestiż) oraz jakość startujących zawodników.
Najbardziej znanymi klasykami są dziś tzw. pomniki lub monumenty kolarstwa: 
- Mediolan-San Remo
- Ronde van Vlaanderen
- Paryż-Roubaix
- Liège-Bastogne-Liège
- Giro di Lombardia

Każdy z tych wyścigów mają swoje początki przed I wojną światową, a na liście ich triumfatorów widnieją nazwiska największych kolarzy w historii.

## Ważniejsze wyścigi jednodniowe

### Mistrzostwa Świata
Najbardziej prestiżowym wyścigiem jednodniowym jest wyścig ze startu wspólnego podczas szosowych Mistrzostw Świata. Pierwszy z nich odbył się w 1921.

### Cykl UCI World Tour
- Great Ocean Road Race
- Omloop Het Nieuwsblad
- Strade Bianche
- Mediolan-San Remo
- E3 Harelbeke
- Gandawa-Wevelgem
- Dwars door Vlaanderen
- Ronde van Vlaanderen
- Paryż-Roubaix
- Amstel Gold Race
- La Flèche Wallonne
- Liège-Bastogne-Liège
- Eschborn-Frankfurt
- Clásica de San Sebastián
- RideLondon-Surrey Classic
- EuroEyes Cyclassics
- Bretagne Classic Ouest-France
- Grand Prix Cycliste de Québec
- Grand Prix Cycliste de Montréal
- Giro di Lombardia

### Inne prestiżowe
- Brussels Cycling Classic
- Paryż-Tours
- Mediolan-Turyn

## Polskie klasyki
Kategorie wyścigów klasycznych oznaczane są przez UCI cyframi 1.x, w miejsce x nadaje się cyfrę od 1 (najwyższa kat.) do 5 (najniższa). 
- Memoriał im. Henryka Łasaka
- Memoriał Andrzeja Trochanowskiego
- Pomorski klasyk
- Puchar Ministra Obrony Narodowej

## „Łowcy klasyków”
Kolarzy, którzy zdobywali w czasie swojej kariery wiele zwycięstw w wyścigach klasycznych, nazywa się „łowcami klasyków”. Do największych z nich w historii kolarstwa zaliczają się:
- Eddy Merckx
- Roger De Vlaeminck
- Rik Van Looy
- Rik Van Steenbergen
- Sean Kelly
- Francesco Moser
- Johan Museeuw
- Walter Godefroot
- Andrei Tchmil
- Herman Van Springel
- Jan Raas
- Michele Bartoli
- Bernard Hinault
- Fausto Coppi
- Erik Zabel
- Paolo Bettini
- Davide Rebellin
- Philippe Gilbert

## Kryterium uliczne
Szczególną formą wyścigów jednodniowych są kryteria uliczne, prowadzone na stosunkowo krótkich odcinkach, najczęściej w mieście. Organizowane są również nocne kryteria. Nie są to wyścigi zaliczane do klasyfikacji Pro Tour, nie liczą się też w innych klasyfikacjach UCI, a kolarze startują w nich po nagrody pieniężne. Szczególnie dużo kryteriów odbywa się po Tour de France, aby dać fanom kolarstwa szansę bliskiego zobaczenia gwiazd tego sportu.